# Le Pigeon vingt ans après
Série
Hold-up à la milanaise
(1959)
Pour plus de détails, voir Fiche technique et Distribution.
Le Pigeon vingt ans après (I soliti ignoti vent'anni dopo) est un film italien réalisé par Amanzio Todini (it), sorti en 1985. Il s'agit de la suite du film Le Pigeon et de Hold-up à la milanaise.

## Fiche technique
- Titre original : I soliti ignoti vent'anni dopo
- Titre français : Le Pigeon vingt ans après
- Réalisation : Amanzio Todini (it)
- Scénario : Amanzio Todini (it), Suso Cecchi D'Amico et Agenore Incrocci
- Photographie : Pasqualino De Santis
- Montage : Ruggero Mastroianni
- Pays d'origine : Italie
- Format : Couleurs - 1,66:1 - Mono
- Genre : comédie
- Date de sortie : 1985

## Distribution
- Marcello Mastroianni : Tiberio
- Vittorio Gassman : Peppe il pantera
- Tiberio Murgia : Ferribotte
- Francesco De Rosa (it) : Augusto Cruciani
- Clelia Rondinella (it) : Marisa
- Mimmo Poli (en) : Cesare
- Gina Rovere : Teresa
- Rita Savagnone : La sœur de Ferribotte
- Concetta Barra (it) : signora Italia, la sœur d'Augusto
- Ennio Fantastichini : Domenico
- Alessandro Gassmann : Walter (non crédité)